# Данкан (Аризона)
Данкан (енгл. Duncan) град је у америчкој савезној држави Аризона. По попису становништва из 2010. у њему је живело 696 становника.

## Демографија
Према попису становништва из 2010. у граду је живело 696 становника, што је 116 (14,3%) становника мање него 2000. године.
| Група             | 2000.       | 2010.       |
| Белци             | 536 (66,0%) | 433 (62,2%) |
| Афроамериканци    | 4 (0,5%)    | 8 (1,1%)    |
| Азијати           | 1 (0,1%)    | 0 (0,0%)    |
| Хиспаноамериканци | 256 (31,5%) | 235 (33,8%) |
| Укупно            | 812         | 696         |